# Plavání na mistrovství Evropy v plaveckých sportech 1999
Závody v plavání na mistrovství Evropy v plaveckých sportech za rok 1999 proběhly v Istanbulu, Turecko ve dnech 22. července až 1. srpna 1999.

## Výsledky

### Individuální disciplíny
| Muži                 | Zlato                           | Zlato    | Stříbro                                       | Stříbro  | Bronz                                  | Bronz    |
| -------------------- | ------------------------------- | -------- | --------------------------------------------- | -------- | -------------------------------------- | -------- |
| 50 m volný způsob    | Pieter van den Hoogenband (NED) | 22,06    | Lorenzo Vismara (ITA)                         | 22,21    | Alexandr Popov (RUS)                   | 22,32    |
| 100 m volný způsob   | Pieter van den Hoogenband (NED) | 48,47    | Alexandr Popov (RUS)                          | 48,82    | Lars Frölander (SWE)                   | 49,40    |
| 200 m volný způsob   | Pieter van den Hoogenband (NED) | 1:47,09  | Paul Palmer (GBR)                             | 1:48,01  | Massimiliano Rosolino (ITA)            | 1:48,37  |
| 400 m volný způsob   | Paul Palmer (GBR)               | 3:48,12  | Emiliano Brembilla (ITA)                      | 3:48,50  | Dragoș Coman (ROU)                     | 3:49,04  |
| 1500 m volný způsob  | Ihor Snitko (UKR)               | 15:07,19 | Dragoș Coman (ROU)                            | 15:13,10 | Sylvain Cros (FRA)                     | 15:18,26 |
| 50 m znak            | Stev Theloke (GER)              | 25,66    | Thomas Rupprath (GER)                         | 25,94    | Mariusz Siembida (POL)                 | 26,07    |
| 100 m znak           | Stev Theloke (GER)              | 55,16    | Gordan Kožulj (CRO)                           | 55,84    | Étán Urbach (ISR)                      | 55,87    |
| 200 m znak           | Ralf Braun (GER)                | 1:59,74  | Gordan Kožulj (CRO)                           | 2:00,07  | Emanuele Merisi (ITA)                  | 2:00,50  |
| 50 m motýlek         | Pieter van den Hoogenband (NED) | 23,89    | Miloš Milošević (CRO)                         | 24,17    | Mark Foster (GBR) Lars Frölander (SWE) | 24,39    |
| 100 m motýlek        | Lars Frölander (SWE)            | 52,61    | James Hickman (GBR)                           | 52,97    | Denys Sylanťjev (UKR)                  | 53,04    |
| 200 m motýlek        | Franck Esposito (FRA)           | 1:57,20  | Denys Sylanťjev (UKR)                         | 1:57,29  | Anatolij Poljakov (RUS)                | 1:57,89  |
| 50 m prsa            | Mark Warnecke (GER)             | 27,95    | Oleh Lisohor (UKR)                            | 28,21    | Károly Güttler (HUN)                   | 28,29    |
| 100 m prsa           | Domenico Fioravanti (ITA)       | 1:01,34  | Mark Warnecke (GER)                           | 1:01,97  | Stéphan Perrot (FRA)                   | 1:02,08  |
| 200 m prsa           | Stéphan Perrot (FRA)            | 2:12,46  | Dmitrij Komornikov (RUS)                      | 2:12,88  | Yohan Bernard (FRA)                    | 2:12,96  |
| 200 m polohový závod | Marcel Wouda (NED)              | 2:01,43  | Massimiliano Rosolino (ITA)                   | 2:01,46  | Jani Sievinen (FIN)                    | 2:02,11  |
| 400 m polohový závod | Frederik Hviid (ESP)            | 4:17,16  | Michael Chalika (ISR)                         | 4:17,49  | Marcel Wouda (NED)                     | 4:18,26  |
| Ženy                 | Zlato                           | Zlato    | Stříbro                                       | Stříbro  | Bronz                                  | Bronz    |
| 50 m volný způsob    | Inge de Bruijnová (NED)         | 24,99    | Therese Alshammarová (SWE)                    | 25,30    | Alison Sheppardová (GBR)               | 25,33    |
| 100 m volný způsob   | Susan Rolphová (GBR)            | 55,03    | Inge de Bruijnová (NED)                       | 55,24    | Sandra Völkerová (GER)                 | 55,36    |
| 200 m volný způsob   | Camelia Potecová (ROU)          | 1:58,79  | Kerstin Kielgaßová (GER)                      | 2:00,09  | Natalija Baranovská (BLR)              | 2:00,18  |
| 400 m volný způsob   | Camelia Potecová (ROU)          | 4:08,09  | Kerstin Kielgaßová (GER)                      | 4:08,57  | Jana Kločkovová (UKR)                  | 4:10,11  |
| 800 m volný způsob   | Hannah Stockbauerová (GER)      | 8:33,79  | Kirsten Vlieghuisová (NED)                    | 8:35,19  | Jana Henkeová (GER)                    | 8:37,06  |
| 50 m znak            | Sandra Völkerová (GER)          | 28,71    | Nina Živaněvská (ESP)                         | 29,02    | Metka Sparavecová (SLO)                | 29,25    |
| 100 m znak           | Sandra Völkerová (GER)          | 1:01,39  | Nina Živaněvská (ESP)                         | 1:01,98  | Roxana Maracineanuová (FRA)            | 1:02,47  |
| 200 m znak           | Roxana Maracineanuová (FRA)     | 2:11,94  | Cathleen Rundová (GER) Julija Fomenková (RUS) | 2:13,33  | —                                      | —        |
| 50 m motýlek         | Anna-Karin Kammerlingová (SWE)  | 26,29    | Johanna Sjöbergová (SWE)                      | 26,93    | Chantal Grootová (NED)                 | 27,41    |
| 100 m motýlek        | Inge de Bruijnová (NED)         | 58,49    | Johanna Sjöbergová (SWE)                      | 58,97    | Diana Mocanuová (ROU)                  | 1:00,02  |
| 200 m motýlek        | Mette Jacobsenová (DEN)         | 2:10,40  | María Peláezová (ESP)                         | 2:11,49  | Otylia Jędrzejczaková (POL)            | 2:11,60  |
| 50 m prsa            | Ágnes Kovácsová (HUN)           | 31,44    | Zoë Bakerová (GBR)                            | 31,53    | Janne Schäferová (GER)                 | 32,22    |
| 100 m prsa           | Ágnes Kovácsová (HUN)           | 1:08,75  | Svitlana Bondarenková (UKR)                   | 1:09,33  | Brigitte Becueová (BEL)                | 1:10,23  |
| 200 m prsa           | Ágnes Kovácsová (HUN)           | 2:27,12  | Beatrice Cășlaruová (ROU)                     | 2:27,80  | Alicja Pęczaková (POL)                 | 2:28,93  |
| 200 m polohový závod | Jana Kločkovová (UKR)           | 2:14,02  | Beatrice Cășlaruová (ROU)                     | 2:15,12  | Sabine Klenzová (GER)                  | 2:16,95  |
| 400 m polohový závod | Jana Kločkovová (UKR)           | 4:38,14  | Beatrice Cășlaruová (ROU)                     | 4:40,98  | Hana Černá (CZE)                       | 4:45,45  |

### Štafety
| Muži                   | Zlato | Zlato   | Stříbro | Stříbro | Bronz | Bronz   |
| ---------------------- | --- | ------- | --- | ------- | --- | ------- |
| 4×100 m volný způsob   | Nizozemsko (NED) (Johan Kenkhuis, Mark Veens, Marcel Wouda, Pieter van den Hoogenband, (r)Dennis Rijnbeek, (r)Ewout Holst)                     | 3:16,27 | Rusko (RUS) (Denis Pimankov, Sergej Ašichmin, Dmitrij Černyšov, Alexandr Popov, (r)Alexej Jegorov)                                                 | 3:19,49 | Německo (GER) (Christian Keller, Lars Merseburg, Christian Tröger, Lars Conrad, (r)Aimo Heilmann) | 3:20,20 |
| 4×200 m volný způsob   | Německo (GER) (Christian Keller, Stefan Pohl, Lars Conrad, Michael Kiedel)                                                                     | 7:19,63 | Spojené království (GBR) (Paul Palmer, Gavin Meadows, James Salter, Edward Sinclair)                                                               | 7:19,91 | Rusko (RUS) (Maxim Koršunov, Dmitrij Kuzmin, Andrej Kapralov, Dmitrij Černyšov) | 7:25,36 |
| 4×100 m polohový závod | Nizozemsko (NED) (Klaas-Erik Zwering, Marcel Wouda, Stefan Aartsen, Pieter van den Hoogenband, (r)Benno Kuipers, (r)Johan Kenkhuis)            | 3:39,52 | Německo (GER) (Stev Theloke, Mark Warnecke, Christian Keller, Christian Tröger)                                                                    | 3:40,15 | Rusko (RUS) (Sergej Ostapčuk, Dmitrij Komornikov, Vladislav Kulikov, Alexandr Popov, (r)Vladislav Aminov, (r)Anatolij Poljakov, (r)Denis Pimankov) Švédsko (SWE) (Mattias Ohlin, Patrik Isaksson, Daniel Carlsson, Lars Frölander) | 3:41,18 |
| Ženy                   | Zlato | Zlato   | Stříbro | Stříbro | Bronz | Bronz   |
| 4×100 m volný způsob   | Německo (GER) (Katrin Meißnerová, Antje Buschschulteová, Franziska van Almsicková, Sandra Völkerová, (r)Silvia Szalaiová, (r)Simone Osygusová) | 3:40,87 | Švédsko (SWE) (Louise Jöhnckeová, Josefin Lillhageová, Malin Svahnströmová, Therese Alshammarová, (r)Sandra Steffensenová, (r)Johanna Sjöbergová)  | 3:43,07 | Spojené království (GBR) (Alison Sheppardová, Claire Huddartová, Karen Pickeringová, Susan Rolphová) | 3:43,55 |
| 4×200 m volný způsob   | Německo (GER) (Franziska van Almsicková, Silvia Szalaiová, Hannah Stockbauerová, Kerstin Kielgaßová, (r)Desirée Beckersová)                    | 8:01,66 | Švédsko (SWE) (Josefin Lillhageová, Malin Svahnströmová, Johanna Sjöbergová, Louise Jöhnckeová, (r)Lotta Wänbergová, (r)Sandra Steffensenová)      | 8:07,37 | Rumunsko (ROU) (Camelia Potecová, Lorena Diaconescuová, Simona Păduraruová, Beatrice Cășlaruová) | 8:07,75 |
| 4×100 m polohový závod | Švédsko (SWE) (Therese Alshammarová, Maria Östlingová, Johanna Sjöbergová, Malin Svahnströmová, (r)Emma Igelströmová, (r)Louise Jöhnckeová)    | 4:07,52 | Německo (GER) (Sandra Völkerová, Silvia Pulfrichová, Franziska van Almsicková, Katrin Meißnerová, (r)Antje Buschschulteová, (r)Annika Mehlhornová) | 4:07,79 | Spojené království (GBR) (Katherine Sextonová, Zoë Bakerová, Susan Rolphová, Karen Pickeringová) | 4:09,18 |

## Medailová bilance
V plavání se rozdělilo celkem 38 sad medailí.
| Pořadí | Stát                     |       | Muži    | Muži  | Muži  |         | Ženy  | Ženy  | Ženy    |       | Muži + Ženy | Muži + Ženy | Muži + Ženy | Celkem |
| Pořadí | Stát                     | Zlato | Stříbro | Bronz | Zlato | Stříbro | Bronz | Zlato | Stříbro | Bronz |             |             |             | Celkem |
| ------ | ------------------------ | ----- | ------- | ----- | ----- | ------- | ----- | ----- | ------- | ----- | ----------- | ----------- | ----------- | ------ |
| 1.     | Německo (GER)            |       | 5       | 3     | 1     |         | 5     | 4     | 4       |       | 10          | 7           | 5           | 22     |
| 2.     | Nizozemsko (NED)         |       | 7       | 0     | 1     |         | 2     | 2     | 1       |       | 9           | 2           | 2           | 13     |
| 3.     | Švédsko (SWE)            |       | 1       | 0     | 3     |         | 2     | 5     | 0       |       | 3           | 5           | 3           | 11     |
| 4.     | Ukrajina (UKR)           |       | 1       | 2     | 1     |         | 2     | 1     | 1       |       | 3           | 3           | 2           | 8      |
| 5.     | Francie (FRA)            |       | 2       | 0     | 3     |         | 1     | 0     | 1       |       | 3           | 0           | 4           | 7      |
| 6.     | Maďarsko (HUN)           |       | 0       | 0     | 1     |         | 3     | 0     | 0       |       | 3           | 0           | 1           | 4      |
| 7.     | Spojené království (GBR) |       | 1       | 3     | 1     |         | 1     | 1     | 3       |       | 2           | 4           | 4           | 10     |
| 8.     | Rumunsko (ROU)           |       | 0       | 1     | 1     |         | 2     | 3     | 2       |       | 2           | 4           | 3           | 9      |
| 9.     | Itálie (ITA)             |       | 1       | 3     | 2     |         | 0     | 0     | 0       |       | 1           | 3           | 2           | 6      |
| 10.    | Španělsko (ESP)          |       | 1       | 0     | 0     |         | 0     | 3     | 0       |       | 1           | 3           | 0           | 4      |
| 11.    | Dánsko (DEN)             |       | 0       | 0     | 0     |         | 1     | 0     | 0       |       | 1           | 0           | 0           | 1      |
| 12.    | Rusko (RUS)              |       | 0       | 3     | 4     |         | 0     | 1     | 0       |       | 0           | 4           | 4           | 8      |
| 13.    | Chorvatsko (CRO)         |       | 0       | 3     | 0     |         | 0     | 0     | 0       |       | 0           | 3           | 0           | 3      |
| 14.    | Izrael (ISR)             |       | 0       | 1     | 1     |         | 0     | 0     | 0       |       | 0           | 1           | 1           | 2      |
| 15.    | Polsko (POL)             |       | 0       | 0     | 1     |         | 0     | 0     | 2       |       | 0           | 0           | 3           | 3      |
| 16.    | Bělorusko (BLR)          |       | 0       | 0     | 0     |         | 0     | 0     | 1       |       | 0           | 0           | 1           | 1      |
| 16.    | Česko (CZE)              |       | 0       | 0     | 0     |         | 0     | 0     | 1       |       | 0           | 0           | 1           | 1      |
| 16.    | Slovinsko (SLO)          |       | 0       | 0     | 0     |         | 0     | 0     | 1       |       | 0           | 0           | 1           | 1      |
| 16.    | Finsko (FIN)             |       | 0       | 0     | 1     |         | 0     | 0     | 0       |       | 0           | 0           | 1           | 1      |
| 16.    | Belgie (BEL)             |       | 0       | 0     | 0     |         | 0     | 0     | 1       |       | 0           | 0           | 1           | 1      |
| Celkem | Celkem                   |       | 19      | 19    | 21    |         | 19    | 20    | 18      |       | 38          | 39          | 39          | 116    |